# Comunità ebraica di Conegliano

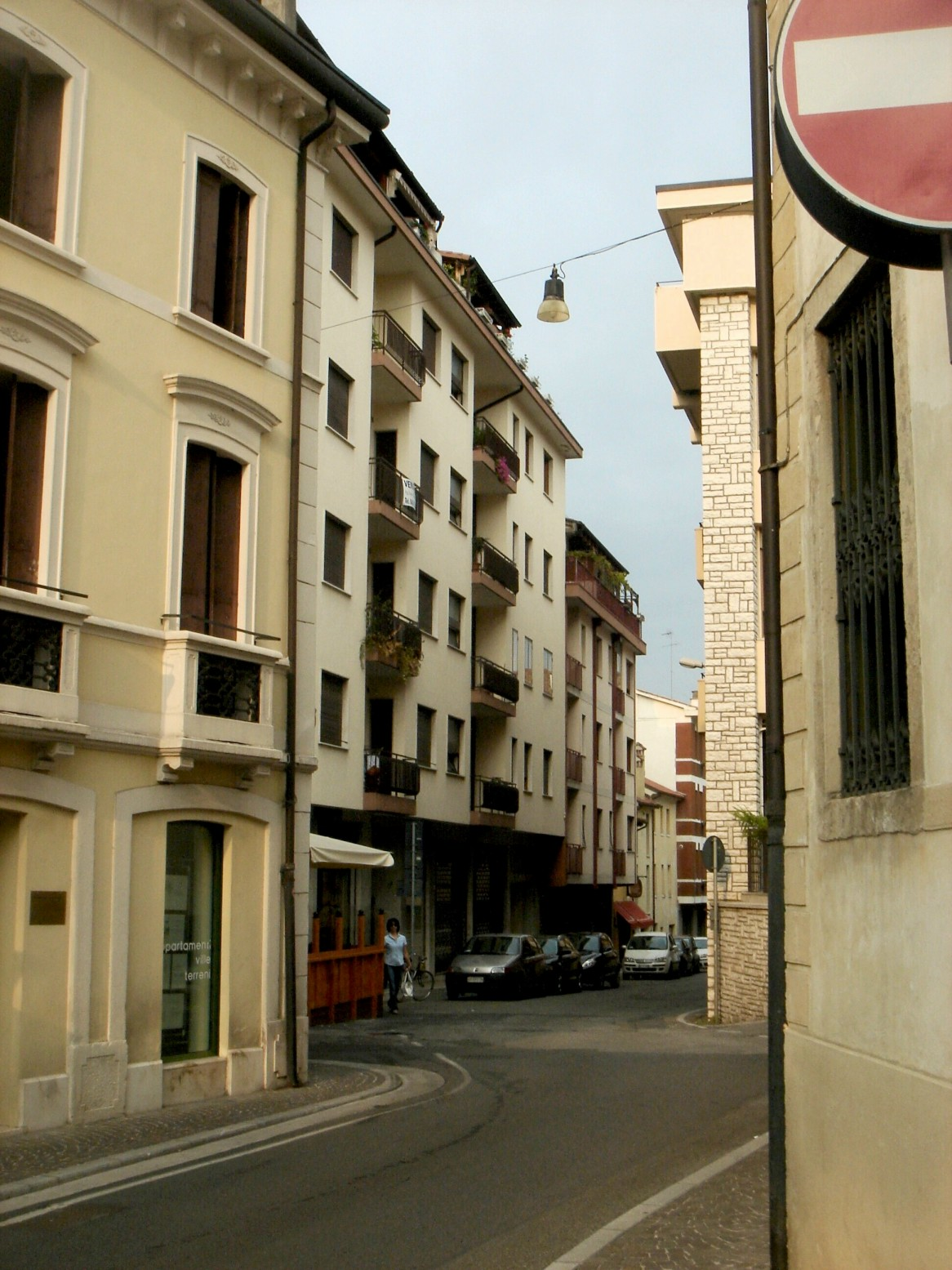
Via Pietro Caronelli, ex ghetto ebraico, come si presenta oggi.

La Comunità ebraica di Conegliano era una comunità ebraica insediata, appunto, a Conegliano, cittadina dell'alto Trevigiano.
Nonostante la sua scarsa consistenza demografica, fu una delle più importanti del Veneto sia dal punto di vista religioso, sia da quello sociale. Sin dal 1479 dispose di una propria sinagoga, e dal 1497 di un cimitero. Dal 1604 al 1611 ebbe addirittura una yeshivah. La vivacità della comunità si coglie anche dai numerosi trasferimenti di famiglie provenienti da tutta Italia (e non solo) e dalle strategie matrimoniali che crearono una rete di solidi legami con le altre comunità.

## Storia
La felice posizione geografica lungo alcune importanti direttrici commerciali (dirette a Treviso e Venezia da una parte e in Friuli e Austria dall'altra) fece di Conegliano un fiorente centro economico che attrasse sin dal tardo medioevo un vivace gruppo di prestatori ebrei.
Il primo israelita documentato in città è un certo Michele, nel 1392. Nello stesso periodo si ha notizia di un banco ebraico e tra i primi prestatori spicca un certo Simone de Yerlin, probabilmente originario della Germania meridionale. Nei successivi centocinquant'anni è attestata l'attività di una dozzina di banchieri ebraici. In questo periodo l'innegabile utilità dei prestatori rese gli ebrei ben integrati nella realtà locale e non sembrano essersi verificati gravi episodi di intolleranza. Fa eccezione una vicenda avvenuta nel corso della guerra della Lega di Cambrai (1509), quando gli ebrei coneglianesi, in fuga dall'esercito imperiale, furono assaliti dai contadini della zona di Vazzola che li razziarono dei loro averi; dietro le proteste di una delle vittime, il podestà ordinò ai responsabili la restituzione dei beni, ma solo una parte venne recuperata.
La situazione mutò drasticamente a partire dal 1511. In quell'anno il Consiglio cittadino inviò nella capitale Venezia due oratori per chiedere l'espulsione della comunità da Conegliano. Nel 1518, in un'analoga richiesta, si proponeva di relegare gli ebrei in un luogo circoscritto e di vietar loro la residenza nella cal Cazzon, una strada - non identificata - in cui si svolgevano spesso cerimonie cristiane quali processioni e funerali.
Tra il 1538 e il 1541 venne sospesa la condotta del banco gestito dagli ebrei. Infine, nel 1547, una Ducale decretava che allo scadere della licenza il banco sarebbe stato definitivamente chiuso, cosa che effettivamente avvenne l'anno successivo. A nulla servirono le suppliche dei cristiani che fino ad allora avevano giovato dei prestiti elargiti dagli ebrei, ma nemmeno le ulteriori richieste del Consiglio cittadino ad espellere la comunità. Dal canto loro, gli ebrei coneglianesi vissero di altre attività, come la strazzarìa (vendita di panni usati), la scorzarìa (concia) e la gestione di botteghe di generi vari.
Tra la fine del Cinquecento e la fine del Seicento diversi membri della comunità furono vittime di alcuni episodi di violenza che tuttavia non sembrano essere riconducibili a un sentimento antisemita, ma rientrano nel "consueto" tasso di delinquenza che caratterizzò il periodo. L'evento più grave si verificò nel 1598, quando alcune guardie della Corte podestarile, quindi dei pubblici ufficiali, depredarono la casa di un Ventura e, una volta scesi in strada, percossero tale Samuele Ananias, sua moglie e un'Anna che erano accorse in suo aiuto. I responsabili vennero puniti dal podestà di Treviso con il bando per cinque anni dai territori di Treviso e Ceneda.
Nel 1629 il Consiglio cittadino vietò la costruzione di nuove case da destinare agli ebrei e nel 1637 decise la costituzione di un ghetto che verrà tuttavia inaugurato solo nel 1675; il quartiere si trovava appena fuori le mura cittadine, verso ovest, lungo l'attuale via Caronelli - l'antica contrada Ruio. Ciò non bastò a chetare le preoccupazioni delle autorità locali, che impedirono l'ampliamento dell'area respingendo gli ebrei forestieri che intendevano trasferirsi a Conegliano.
Dopo la caduta della Serenissima e l'inizio dell'occupazione francese agli ebrei furono riconosciuti tutti i diritti civili, ma a differenza di quanto accadde in altre realtà nessuno di essi prese parte alla politica amministrativa locale. Negli anni dell'amministrazione austriaca, invece, si segnalarono i casi di Marco Grassini, membro del Comitato provvisorio di Venezia nel periodo della Repubblica di San Marco, e di Angelo Fuchs, combattente della terza guerra d'indipendenza.
Per quanto riguarda l'aspetto demografico, la comunità non fu mai particolarmente numerosa. Raggiunse il suo massimo nel 1766 quando, in occasione di un censimento, furono registrati 69 ebrei (compresi quelli residenti nei territori vicini). Nel 1804 si contavano solo sei famiglie, per un totale di 25 persone; nel 1816 erano venti e nel 1820 il nucleo si era ridotto ad appena tre famiglie. Nei decenni successivi la comunità si ingrandì con l'arrivo di alcune famiglie da altre città (i Montalti da Ferrara, i Fuchs dalla Moravia, i Polacco da Venezia, i Vidal da Trieste), sicché passò a 29 unità nel 1855 e a 39 nel 1881.
Dalla fine dell'Ottocento la comunità si assottigliò ulteriormente a causa del trasferimento dei suoi membri a Venezia e a Padova e finì per estinguersi.

## Oggi

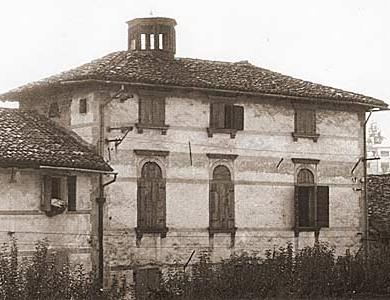
L'esterno della sinagoga in una foto d'epoca.

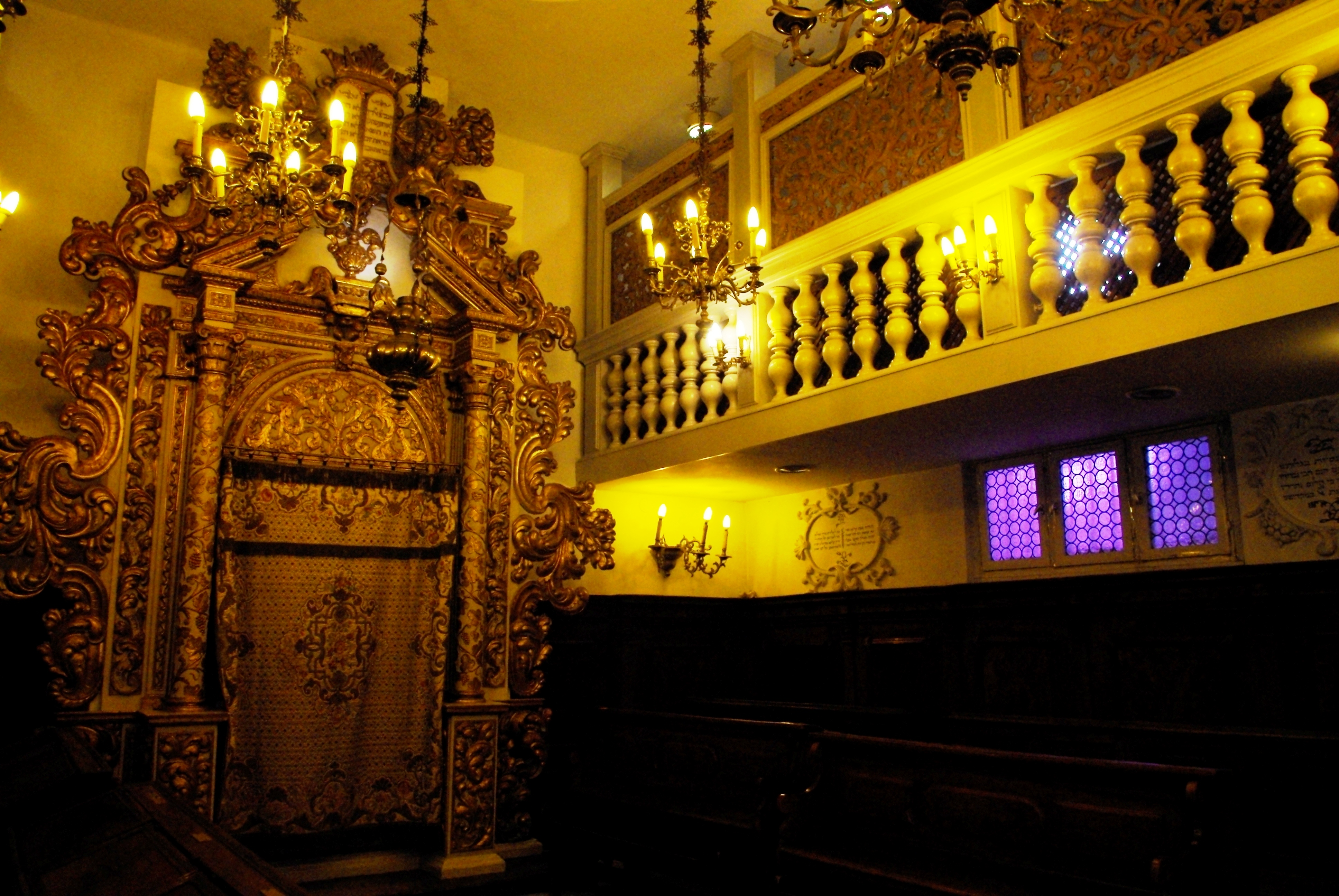
Gli interni della sinagoga al Museo di Arte Ebraica Italiana di Gerusalemme.

Attualmente a Conegliano restano scarse tracce della presenza ebraica.
La testimonianza più evidente è il cimitero ebraico di Conegliano, cui si accede oggi da viale Gorizia. Fu inaugurato nel 1545 sul colle del Cabalan, una delle aree più suggestive e panoramiche della città. Abbandonato attorno al 1882-1884, quando agli ebrei fu concesso di seppellire i propri morti in una sezione nel cimitero centrale, è stato di recente recuperato dal Gruppo archeologico coneglianese su richiesta della Comunità ebraica di Venezia. Vi si trovano circa centotrenta lapidi perlopiù orientate verso oriente, dove si trova Gerusalemme; in arenaria o pietra calcarea, a seconda delle disponibilità economiche, alcune presentano decorazioni con foglie, finte colonne o con lo stemma della famiglia del defunto. Le epigrafi, per la maggior parte in ebraico, riportano passi della Bibbia. L'area fu utilizzata anche dalla Comunità ebraica di Ceneda prima che a questa fosse concesso un proprio camposanto.
La sinagoga (detta "nuova" essendo stata eretta nel 1701 in sostituzione di una più antica) fu utilizzata per l'ultima volta durante lo Yom Kippur del 1918 quando il rabbino Harry Deutch vi celebrò per i soldati ebrei dell'esercito austroungarico impegnati lungo il fronte del Piave. Di essa non resta nulla perché nel secondo dopoguerra l'edificio fu demolito e i suoi arredi vennero trasferiti nel 1952 in una nuova a Gerusalemme, oggi annessa al Museo di arte ebraica italiana e regolarmente utilizzata per il culto dalla numerosa comunità ebraica italiana di Gerusalemme..
Nel 1997, sul luogo in cui si trovava il ghetto, fu posta una lapide ricordo alla presenza del rabbino Elio Toaff.

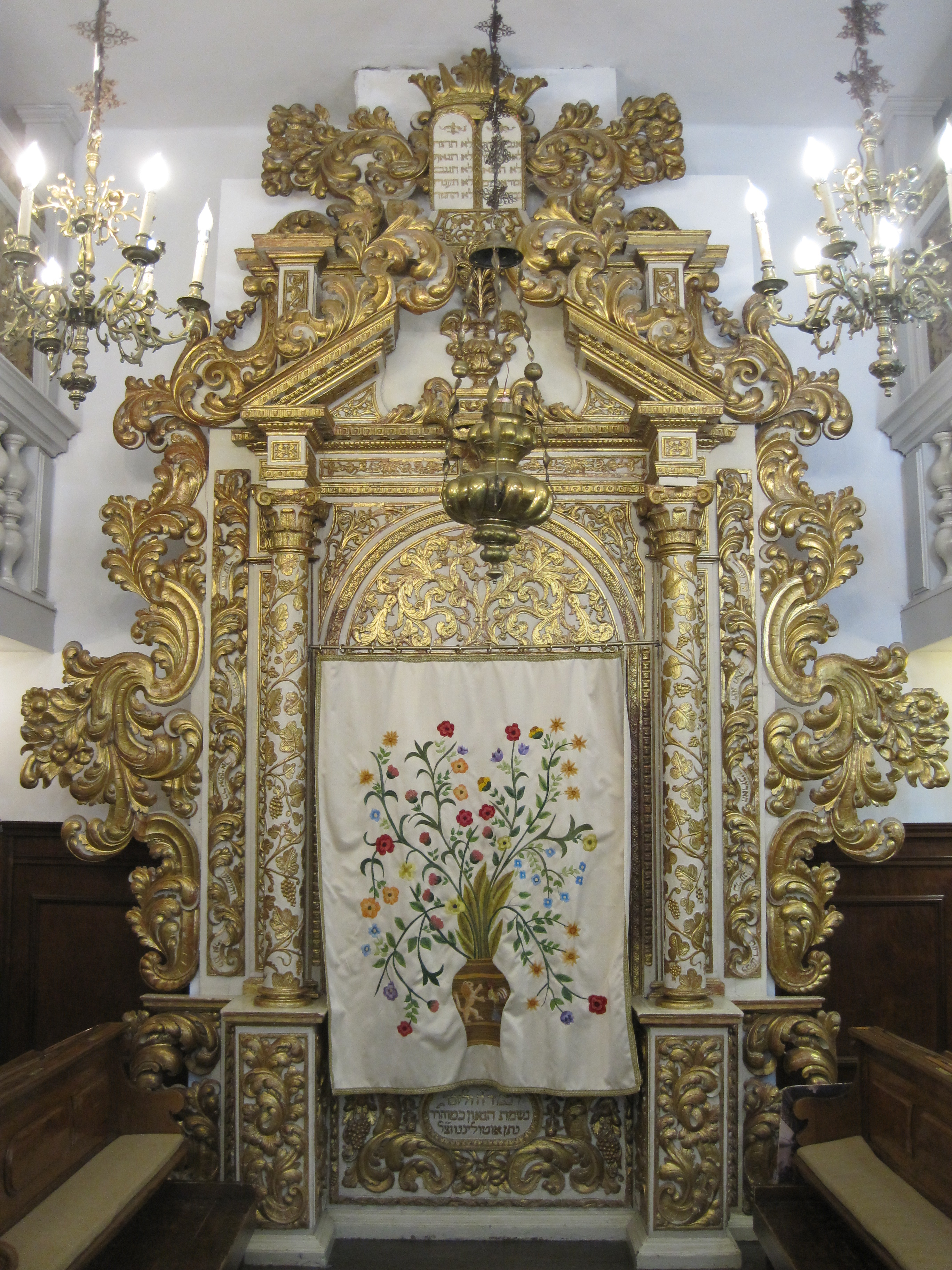
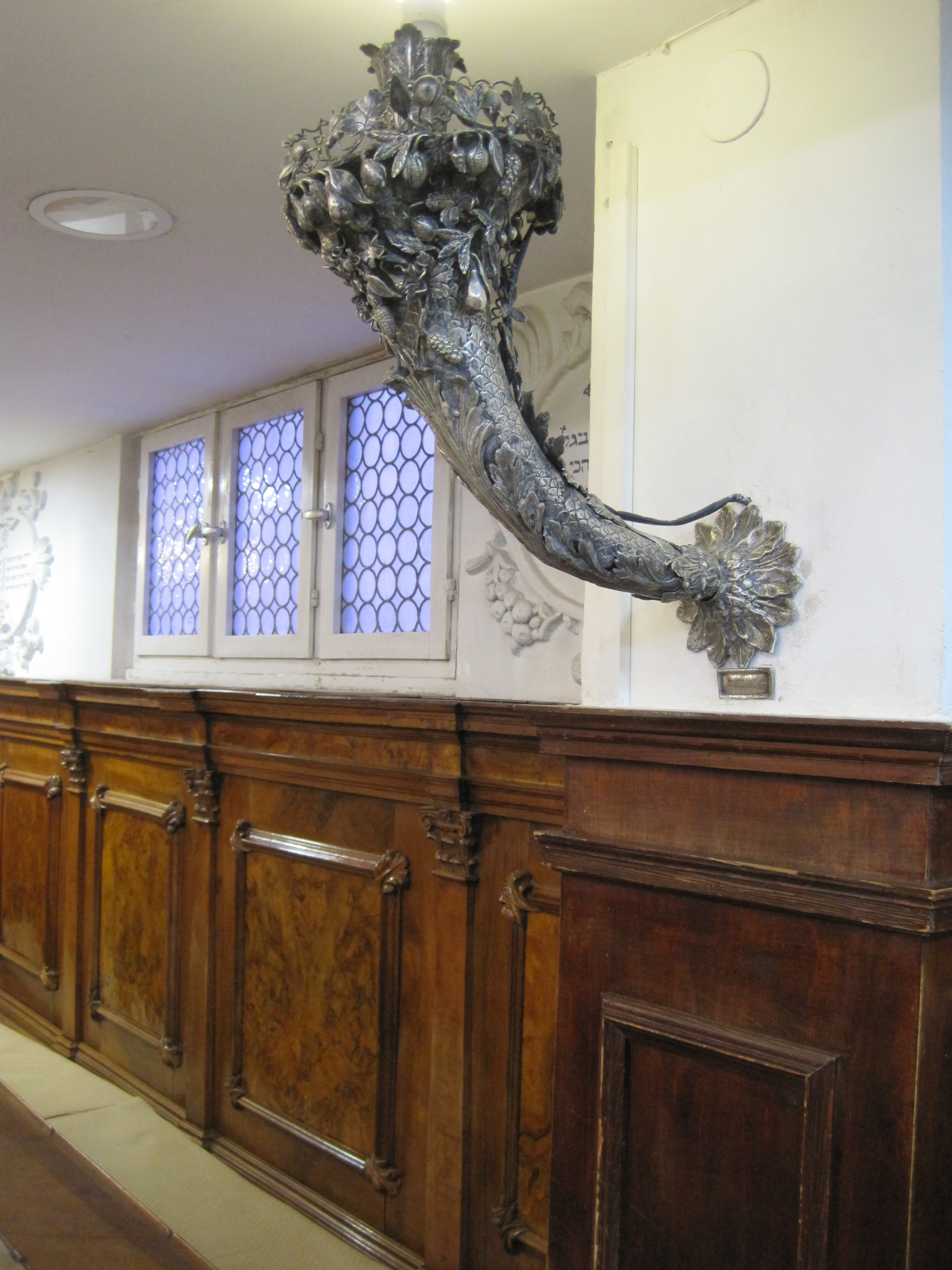
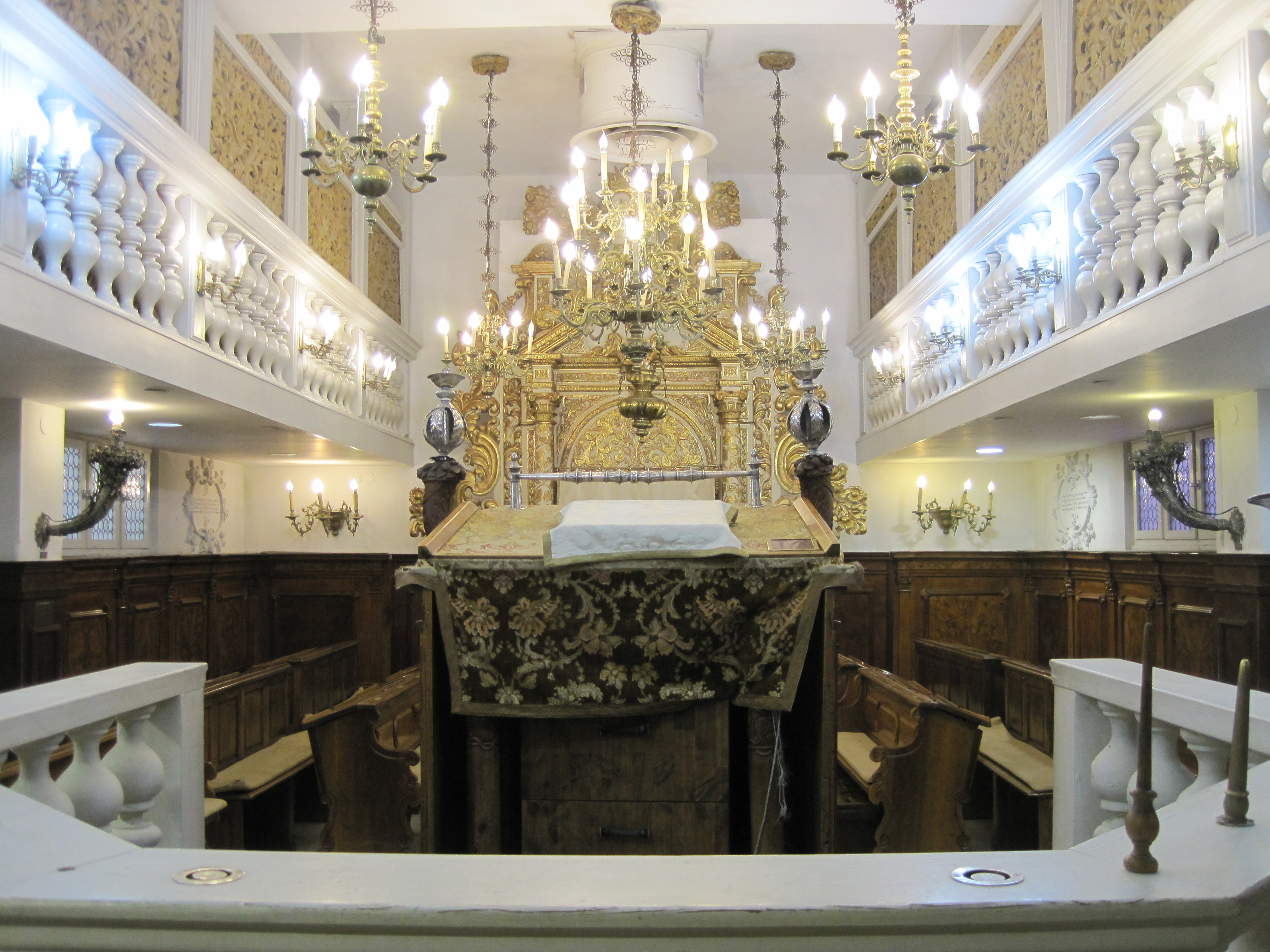
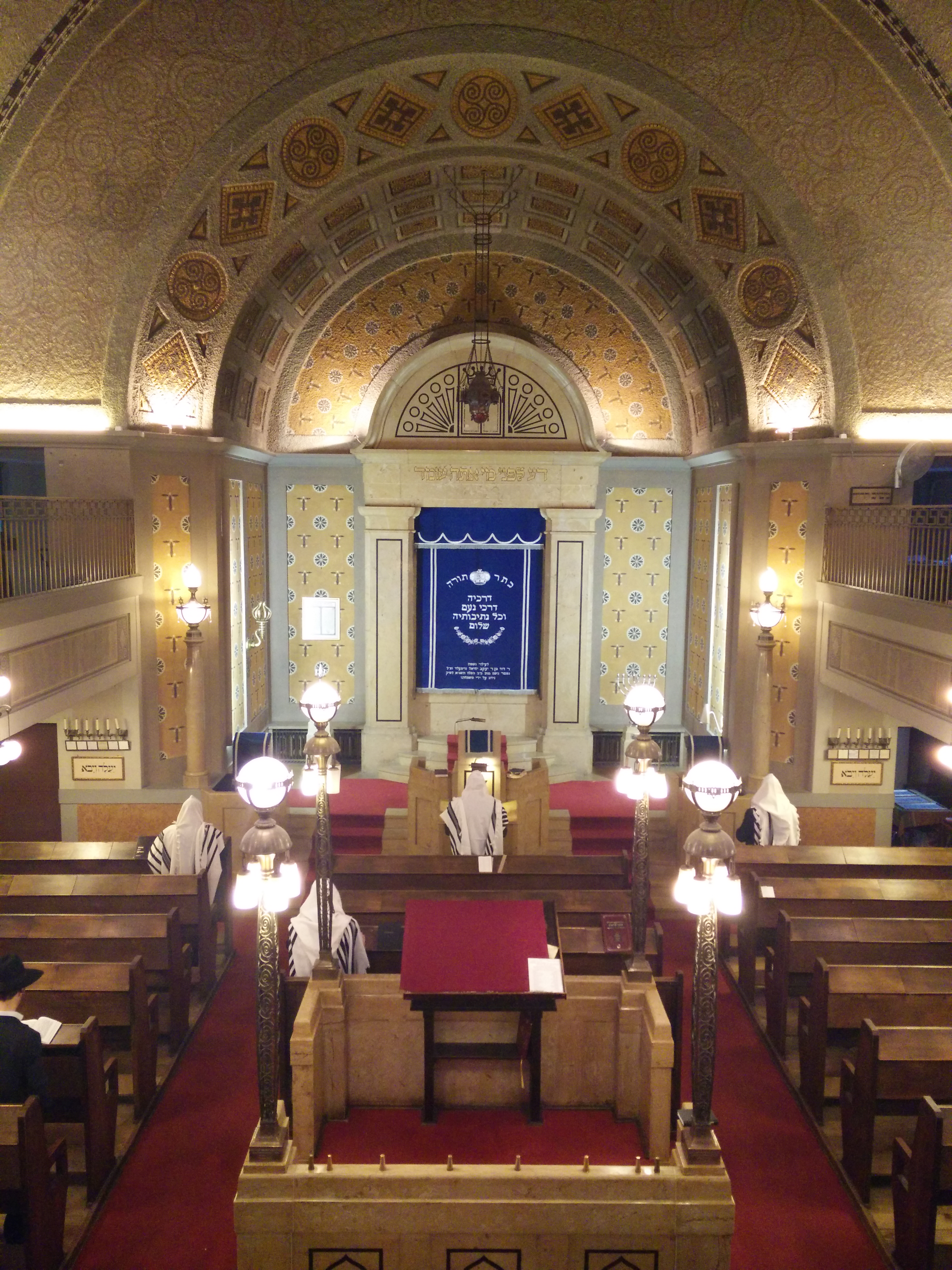
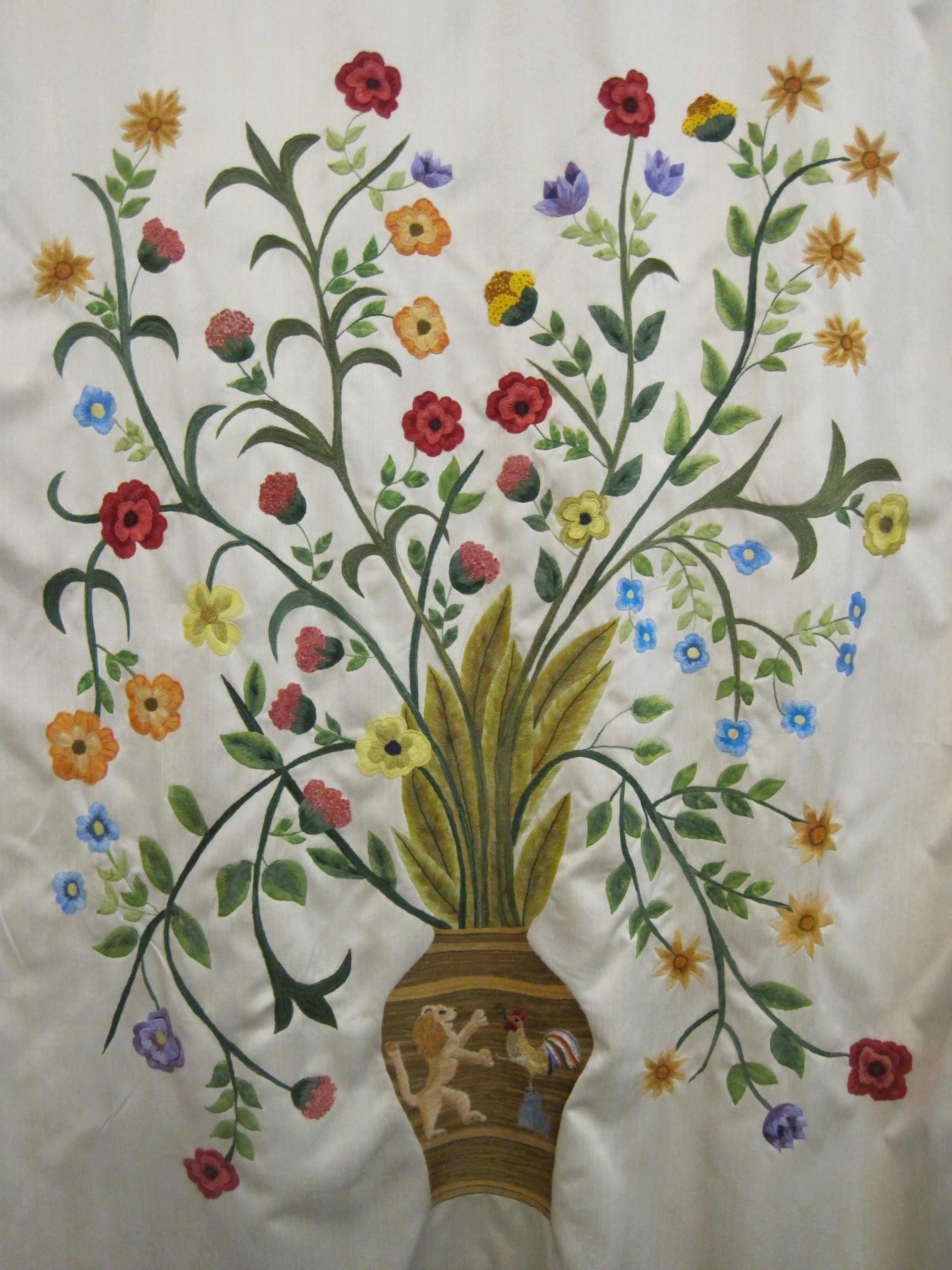

## Membri illustri
- Marco Grassini (Conegliano, 1816 - Venezia, 1885), patriota e politico. Fece parte del Comitato provvisorio di Venezia nei mesi della Repubblica di San Marco. Dopo l'annessione del Veneto al Regno d'Italia, si impegnò nella politica locale come consigliere, assessore e infine sindaco del comune di Conegliano (1870-1877 e 1882-1883) e consigliere della provincia di Treviso.
- Laudadio Grassini, detto Amedeo (Conegliano, 1848 - Venezia, 1908), politico. Figlio del precedente, fu sindaco di San Fior e consigliere comunale a Venezia, nonché presidente del Monte di Pietà di Venezia. Strinse amicizia con il patriarca Giuseppe Sarto, futuro papa Pio X. Era il padre della giornalista e scrittrice Margherita Sarfatti.
- Angelo Fuchs (Conegliano, 1848 – Salò, 1920), patriota e ingegnere. Dopo aver partecipato, giovanissimo, alla terza guerra d'indipendenza, conseguì la laurea in ingegneria e fu protagonista del lancio turistico della riviera salotina.
- Giuseppe Luzzatti (Venezia, 1873 - Auschwitz, 1944), nipote del noto economista e politico Luigi Luzzatti, fu sindaco e podestà di San Vendemiano (1923-1930).
- Adolfo Vital (Conegliano, 1873 - Conegliano, 1944), insegnante e storico.
- Marco Fanno (Conegliano, 1878 – Padova, 1965), economista.
- Gino Girolamo Fanno (Conegliano, 1882 – Pegli, 1960), ingegnere, fratello del precedente.